# Skonseng
Skonseng est une localité du comté de Nordland, en Norvège.

## Géographie
Administrativement, Skonseng fait partie de la kommune de Rana.